# 中心荷
中心荷是理论物理学中的一个算符Z，它和其它所有对称算符都对易。中心意指对称群的中心，即能与原来的群中所有其它原素对易的元素构成的子群，它通常嵌入在一个李代数中。在一些情况下，如二维共形场论中，中心荷可能和所有其它算符都对易，包括不是对称性生成元的算符。

## 概述
更精确地说，中心荷是诺特定理中对应于对称群的中心擴張的中心的荷。
包含超对称的理论中，这个定义可以推广到包括超群和李超代数。中心荷可以是与其它超对称生成元对易的任意算符。扩展了超对称的理论通常有很多这种算符。在弦论中，第一量子化形式下，这些算符也可解释为各种弦和膜的卷绕数（拓扑量子数）。
在共形场论中，中心荷是一个c-数（与所有其它算符对易）项，出现在应力-能量张量的两个成分的对易子中。